# Muqawqis
Al-Muqawqis (àrab: الْمُقَوْقِس, al-Muqawqis) és el nom que rep, en la història islàmica, el governant d'Egipte que va intercanviar correspondència amb el profeta Muhàmmad, personatge que s'ha volgut identificar amb Cir, patriarca ortodox d'Alexandria, que administrava Egipte en nom de l'Imperi Romà d'Orient. Tanmateix, aquesta identificació és dubtosa, ja que està basada en suposicions insostenibles. Una teoria alternativa identifica al-Muqawqis amb el governador sassànida d'Egipte.

## Relat dels historiadors musulmans
Ibn Ishaq i altres historiadors musulmans enregistren que en algun moment entre febrer de 628 i el 632, Muhàmmad va enviar cartes a líders àrabs i no àrabs, incloent-hi a al-Muqawqis:
| « | L'apòstol (Muhàmmad) va enviar alguns dels seus companys en diferents direccions als reis dels àrabs i dels no àrabs convidant-los a l'islam en el període entre al-Hudaybiyya i la seva mort. Va enviar ... Hàtib ibn Abi-Bàltaa a al-Muqawqis governant d'Alexandria. Li va entregar la lletra de l'apòstol i al-Muqawqis va donar a l'apòstol quatre noies esclaves, una de les quals fou Maria, mare d'Ibrahim, fill de l'Apòstol... | » |

Tabari explica que Ibrahim va néixer durant l'any 8 (maig de 629 a 19 d'abril de 630). Si un suposa que Ibrahim naixia cap al final d'abril de 630 llavors nou mesos més d'hora, abans de juliol de 629, Mariah era definitivament a Medina. Per això, la carta que Muhàmmad va enviar havia d'estar escrita en algun moment entre febrer de 628 i juliol de 629.

## Carta d'invitació a l'islam
La carta que Muhàmmad va enviar a al-Muqawqis, a través del seu emissari Hàtib ibn Abi-Bàltaa, i la seva resposta, són conegudes. Mahoma convidava enèrgicament a sotmetre's a l'islam i llançava velades amenaces atribuint la responsabilitat del que pogués passar a al-Muqawqis. Aquest en la seva contesta deia: «He llegit la seva carta i entenc el que ha escrit. Sé que l'arribada d'un profeta està encara pendent però penso que ha de néixer a Síria. He tractat al seu missatger amb respecte i honor i li envio dues joves per vostè com a regal; aquestes joves pertanyen a una família que (és tinguda) en alta consideració pels coptes. A més li envio vestits i una cadira per muntar. Que Déu li done seguretat.»
Les dues noies esmentades són Màriya al-Qibtiyya i la seva germana Sirin.
La carta de Muhàmmad a al-Muqawqis fou finalment conservada al monestir cristià d'Akhmim, a Egipte. Allà un monjo la va enganxar a la seva Bíblia. La carta està escrita en un pergamí. Allà un orientalista francès la va trobar i la va vendre al sultà otomà Abdülmecit per 300 lliures. El soldà va fer fixar la carta en un marc daurat i la va fer conservar amb el tresor al palau reial, junt amb altres relíquies sagrades. Alguns erudits musulmans han afirmat que la carta fou escrita per Abu-Bakr.
Tanmateix, al-Muqawqis és citat per un diàleg tingut amb al-Mughira ibn Xuba abans que aquest es fes musulmà.

## Explicació del nom
El nom al-Muqawqis és explicat com una arabització del copte Pikaukasos, que significa ‘caucasià’. La paraula fou posteriorment utilitzada per escriptors àrabs per a alguns altres patriarques de l'Església Ortodoxa Copta d'Alexandria. No és clar, tanmateix, si l'epítet s'aplicava a tots els virreis d'Egipte, incloent-hi el que hi va haver en el breu període de domini sassànida, o només als patriarques. Donat que l'Imperi Sassànida s'estenia pel Caucas, és possible que el governador sassànida d'Egipte fos anomenat Pikaukasos pels coptes, i més tard els àrabs utilitzessin el mateix epítet per a governadors que reeixien d'Egipte.

## Identificació
Al-Muqawqis s'identifica sovint amb Cir, patriarca d'Alexandria, que administrava Egipte per a l'Imperi Romà d'Orient. Aquesta posició àmpliament sostinguda, presenta serioses dubtes en estar basada en suposicions insostenibles. Considerant els fets històrics, els adversaris de la identificació, assenyalen allò:
- Cir no va accedir a la direcció de l'Església d'Alexandria fins al 630, després que Heracli va reconquerir Egipte. Després de la conquesta sassànida del país, el patriarca copte Andrònic va restar al país, experimentant patiments com a resultat de l'ocupació (Evetts, 1904, p. 486 ll. 8-11). El seu successor el 626, Benjamí I, va restar en el càrrec fins després del final de l'ocupació; durant el seu temps els sassànides van moderar la seva política repressiva.[2]

- Per què enviaria un bisbe cristià dues senyores cristianes, pertanyent a famílies coptes nobles, com esclaves d'un governant no cristià? Eren els perses els que havien estat matant homes i havien esclavitzat dones, i és altament improbable que immediatament després de recobrar la llibertat, els cristians comencessin a enviar fora les seves dones a governants estrangers com esclaves. Benjamí a més no estava en posició de poder enviar el regal de dos esclaves a un líder estranger sota els ulls atents dels ocupants perses.

- Per què creuria un bisbe cristià en la profecia d'un nou profeta i diria que estava esperant que el profeta arribés a Síria (Síria/Palestina)? Els cristians creuen en la segona vinguda de Crist i no en l'arribada d'un nou profeta. Si al-Muqawqis era en efecte un patriarca d'Alexrandria, fos Cir o fos Benjamí, hauria refermat la seva fe en Jesús.

- Per què utilitzaria al-Muqawqis la frase «que (són tingudes) en alta consideració pel coptes» en lloc de «que són tingudes en alta consideració per nosaltres»? En aquest cas, però, hi ha algunes divergències sobre què diu la carta exactament. Actualment, hi ha alguna controvèrsia sobre la formulació exacta de la carta d'al-Muqawqis, i alguns tradueixen el missatge com «aquestes noies pertanyen a una família molt respectable entre nosaltres». Tanmateix, el text àrab diu, «entre el coptes».

Els partidaris a aquesta crítica manifesten que al-Muqawqis no era un patriarca sinó el governador persa durant els darrers dies de l'ocupació persa d'Egipte. Hi devia haver abundància de dones a Alexandria després de la massacre de molts homes. Sawiris ibn al-Muqaffa diu que a Alexandria tots els homes entre els 18 i el 50 anys havien estat massacrats brutalment (Evetts, 1904, pàg. 485 l. 10-486 l. 3). Així d'entre les dones captives, sembla que al-Muqawqis va agafar a dues germanes coptes i les va enviar a Muhàmmad com regal, adonant-se que els romans d'Orient estaven guanyant terreny i reprendrien aviat Alexandria.
Una altra raó possible que el governador sassànida fos amable amb Muhàmmad seria perquès es diu que els àrabs cristians ajudaven a la victòria persa contra els romans, i al-Muqawqis simplement buscava premiar Muhàmmad que veia com un dels reis àrabs. «Segons una crònica siríaca nestoriana atribuïda a Elies, bisbe de Merv (?), Alexandria fou presa per traïció. El traïdor fou un àrab cristià que venia de la costa del nord-est d'Aràbia controlada pels sassànides».